# 這是誰的節目？
是美國超級英雄類型的網路影集《律師女浩克》第一季的第九集，也是該季的季終集，改編自漫威漫畫的角色女浩克。本集由高揚編劇、凱特·寇伊若執導，为漫威電影宇宙的系列作品之一，與漫威電影宇宙系列電影處於同一架空世界和共同世界。
塔提阿娜·瑪斯蘭尼出演「女浩克」珍妮佛·華特斯，其他演員包括喬許·塞嘉拉、金潔·岡薩加、喬恩·巴斯、馬克·林-貝克、泰絲·馬利斯·金凱德（Tess Malis Kincaid）、馬克·盧法洛、黃凱旋、查理·考克斯、芮妮·愛麗絲·古思貝瑞、提姆·羅斯和德魯·馬修斯（Drew Matthews）。高揚於2019年11月被聘執筆劇本及擔任首席編劇，寇伊若於2020年9月加入並執導大部分集數。
〈這是誰的節目？〉於2022年10月13日在Disney+首播。

## 劇情
被捕的「女浩克」珍妮佛·華特斯在獲釋後被禁止變身和戴上了抑制器，並被GLK&H解僱。華特斯的好友兼同事妮琪·拉莫斯（Nikki Ramos）成功獲取了高智慧的私人聚會請帖，於是便請求她的好友兼同事奧古斯都·帕格列西（Augustus Pugliese）潛入在艾米爾·布朗斯基的冥想靜修處舉行的聚會。帕格只好答應了她，並在那裏得知幕後主腦的真正身份就是GLK&H的客戶兼華特斯的追求者之一托德·菲爾普斯（Todd Phelps）。
另一方面，在不斷嘗試摸清高智慧的底細以及幕後主腦的真正身份但失敗後，因壓力灌頂而心灰意冷的華特斯也抵達了這裏尋求意見，卻因尋找布朗斯基而偶然發現了聚會，對高智慧一無所知的布朗斯基此時正在以惡煞形態發表勵志演說。菲爾普斯直接開始挑釁華特斯，更當場為自己注射了華特斯的血樣，並成為了一位浩克。情況一發不可收拾，華特斯的死對頭泰坦妮亞更突然破牆而入、失聯多時的表哥「聰明浩克」布魯斯·班納竟突然從天而降，還因誤以為變身為惡煞的布朗斯基在找表妹的麻煩而與他展開了一場久違十多年的戰鬥。
眼見劇情由糟糕變得難以理解，華特斯在摧毀抑制器後打破第四面牆進入Disney+系統，並穿越到電視紀錄片《漫威影業：創作大本營》中，於該節目的製作室與劇集的製作團隊對質。接着，她找上了負責決策所有漫威電影宇宙故事情節的人工智能「凱文」知識強化視覺相互連結（Knowledge Enhanced Visual Interconnectivity Nexus / K.E.V.I.N.），並說服了他重寫本集的情節，又提及了漫威電影宇宙的一些父親情節以及詢問X戰警何時才會登場，最後回到了劇集中。
華特斯發現菲爾普斯和高智慧的一眾成員落得了被捕的下場，並向菲爾普斯表示下次見面會是在法庭上；違反假釋條件的布朗斯基則需要面對再監禁十年的後果。馬修·梅鐸被凱文按華特斯的要求帶回劇集，並陪同華特斯參與她的家庭聚會。班納亦從薩卡星回到了地球，並向眾人介紹了自己的兒子斯卡。一段時間後，重獲工作的華特斯起訴了高智慧和菲爾普斯，並向記者表示將以律師和超級英雄的雙重身份繼續行事。另一邊廂，王應布朗斯基的要求把他帶出了監獄，並把他帶到了卡瑪泰姬。

## 製作

### 開發
2019年8月，漫威影業宣布將開發以「女浩克」珍妮佛·華特斯為主角的串流媒體平台Disney+電視劇。同年11月，高揚被聘擔任首席編劇。2020年9月，凱特·寇伊若被聘執導首播集、最終集和另外四集，並擔當執行製片人。除了寇伊若與高揚外，執行製片人還包括漫威影業總裁凱文·費吉與執行官布拉德·溫德鮑姆，以及路易斯·德·埃斯波西托和維多利亞·阿朗素。名為「這是誰的節目？」（Whose Show is This?）的第九集由高揚編劇，並於2022年10月13日在Disney+首播。

### 劇本
高揚起初構思了許多不同版本的結局，其後她認為需要是一個“經典的漫威結局”以及一場“決戰大反派”，不過似乎不太適合劇集一直講述的故事。費吉向高揚保證《律師女浩克》不需要如此的結局，因為劇集與漫威影業的其他作品截然不同。最終決定是華特斯會打破第四面牆進入現實世界，並與她的故事的作者對質，第四面牆如此極致的打破方式靈感源自於約翰·伯恩所創作的漫畫。華特斯最終前往了劇集製作團隊的房間，並進入漫威影業尋找簡稱「凱文」（K.E.V.I.N.）的人工智能知識強化視覺相互連結（Knowledge Enhanced Visual Interconnectivity Nexus），以上情節的提議者為費吉。高揚“從現實生活中汲取了很多”，而劇集中的一眾編劇對凱文的評價則取自現實中漫威影業成員對費吉的尊敬；她還製作了另一版本的凱文的提案，外表為一隻坐在王座上的“枕頭上的小狗”，但該設計對人工智能機械人來說太誇張。
在與凱文交談時，華特斯提到了一些漫威電影宇宙角色的父親情結以及缺乏浪漫情節和女性性慾，並詢問了X戰警何時才會登場。高揚在華特斯與凱文之間的對話中引用了許多自己與費吉在現實生活中的動態。她又表示漫威影業高層在關於凱文以及本集中他與華特斯討論的方面“非常具自嘲性和非常願意取笑自己”。瑪斯蘭尼享受華特斯與凱文像平等的感覺，而她向凱文表達她理想中結局的想法亦“值得尊重”。
「聰明浩克」布魯斯·班納與他的薩卡星人兒子斯卡回到了地球。寇伊若此前曾表示班納返回薩卡星與未來的漫威電影宇宙項目有關，輿論一致推測該項目為《浩克世界大戰》的改編作品。馬克·盧法洛對改編《浩克世界大戰》和探索浩克離開地球到薩卡星後發生的事的想法持開放態度。寇伊若希望斯卡以蹣跚學步的形像出現，並讓他成為“類似於尤達寶寶的角色”，不過這不符合漫威影業對該角色的未來計劃。製作團隊一直計劃讓一個重量級客串在劇集中出現，但在編寫劇本時準備了多個角色作為客串，因為劇集拍攝時會出現很多不同的因素；最終，由費吉建議登場的斯卡突圍而出成為了該位重量級客串角色。
王把艾米爾·布朗斯基從監獄裏帶走的片尾彩蛋“給予了布朗斯基一個比較快樂的結局”，因為“在獄中受苦”對他來說“感覺不對”；高揚解釋道“無論他在劇集中做了多少好事或壞事”，該角色在劇集中與華特斯的友誼以及協助她應付雙重身份問題等經歷的角色成長都是真實的，而製作團隊亦不希望他再被無了期地監禁。寇伊若曾希望讓瑪德仙·金（Madisynn King）在本集出現，但本集在拍攝時仍未為該角色選角（第四集的拍攝日期於本集之後）。

### 選角
本集的主要角色包括塔提阿娜·瑪斯蘭尼飾演的「女浩克」珍妮佛·華特斯、喬許·塞嘉拉飾演的奧古斯都·「帕格」·帕格列西（Augustus "Pug" Pugliese）、賈米拉·賈米爾飾演的「泰坦妮亞」瑪麗·麥克菲藍、金潔·岡薩加飾演的妮琪·拉莫斯（Nikki Ramos）、馬克·林-貝克飾演的莫里斯·華特斯、泰絲·馬利斯·金凱德（Tess Malis Kincaid）飾演的伊蓮·華特斯、馬克·盧法洛飾演的「聰明浩克」布魯斯·班納、查理·考克斯飾演的「夜魔俠」馬修·梅鐸、芮妮·愛麗絲·古思貝瑞飾演的梅樂莉·布克、提姆·羅斯飾演的「惡煞」艾米爾·布朗斯基、黃凱旋飾演的王、喬恩·巴斯飾演的「變形托德」托德·菲爾普斯（Todd Phelps / Hulk Todd）以及德魯·馬修斯（Drew Matthews）飾演的丹尼斯·布考斯基（Dennis Bukowski）:28:30–28:55; 29:37。其他角色包括威爾·杜斯納（Wil Deusner）動作捕捉的斯卡、尼克·戈梅茲飾演的「摧毀者」德克·加思韋特、坎迪絲·蘿絲（Candice Rose） 飾演的梅拉妮姨姨（Aunt Melanie）、麥可·H·科爾（Michael H. Cole）飾演的塔克叔叔（Uncle Tucker）、尼古拉斯·奇里洛（Nicholas Cirillo）飾演的契德表弟（Cousin Ched）以及伊莉莎白·貝卡（Elizabeth Becka）飾演的蕾貝卡姑姑（Aunt Rebecca），新聞主播約瓦娜·蘿拉（Jovana Lara）、約翰·格里高利（John Gregory）和瑞秋·布朗（Rachel Brown）飾演他們自己:30:06。
戴文·路易斯（Devon Lewis）在片頭擔任“野蠻女浩克”的替身。伊登·李（Eden Lee）和賈斯汀·邁爾士（Justin Miles）分別出演「編劇潔西卡」（"Writer Jessica"）和「編劇贊伯」（"Writer Zeb"），劇集的編劇高揚、贊伯·威爾斯和科迪·齊格拉（Cody Ziglar）亦客串出現。漫威影業的道具管理員羅素·博比特（Russell Bobbitt）客串出演迪士尼影業總部的受訪者，面試成功的漫威影業接線員麥特·威爾基（Matt Wilkie）則在辦公室飾演自己。
創作團隊最初希望特別演出飾演凱文的演員是一位“穿著燕尾服、非常英俊、如詹姆士·龐德般溫文爾雅的男人”，例如喬治·克隆尼或喬·漢姆。其後他們邀請了費吉聲演該角色，但遭到他的拒絕，最終由布萊恩·T·德萊尼以未署名形式聲演角色。在《無敵浩克》中飾演班納的爱德华·诺顿曾被考慮在浩克再戰惡煞的場景中回歸出演班納。

### 設計
凱文最初被設計成戴着黑色棒球帽，模仿費吉的標誌性造型。費吉則認為不合乎邏輯，並希望自己與機械人之間能有多些分別。在漫威影業概念藝術團隊成員傑克遜·史（Jackson Sze）的建議下，帽子的置入方式由機械人戴在頭上變為類似交通燈的燈罩。高揚形容凱文為“像亞基拉的HAL 9000類型機器”，輿論則認為凱文像《傳送門》中的人工智能角色GLaDOS。

### 拍攝
主體拍攝在喬治亞州亞特蘭大的三石製片廠開機。凱特·寇伊若擔當導演，弗洛里安·巴爾豪斯擔當攝影指導:1。拍攝地點還包括位於加利福尼亚州伯班克市的迪士尼影業總部和漫威影業辦公室。本集為最先拍攝的集數，因此一眾演員在拍攝聚會的戰鬥場景時對劇情和角色的發展皆感到困惑，寇伊若則認為這反而有助於突顯該場景的無稽。
本集的片頭由第二攝影組導演莫妮卡·甘德頓（Monique Ganderton）以看起來很像仿照的方式拍攝，鏡頭和旁白幾乎與1970年代電視劇的片頭一模一樣，劇集亦被授權使用幾塊曾在《無敵浩克》中使用過的背景板；負責該場景的先從《無敵浩克》的底片掃描中刪除了分別由比爾·比克斯比和卢·弗里基诺飾演的班納和浩克，然後再將瑪斯蘭尼疊加上去，並以3D製作了一些出現在原片段中的元素作為配合。瑪斯蘭尼享受拍攝片頭，因為她和盧法洛可以“傾向於那種風格”，並認為這非常適合劇集的後設元素。寇伊若將片頭描述為華特斯的“發燒夢”，表現為“另一個電視節目的字幕場景”，因為她是一個有自我意識的角色。巴斯在本集中動作捕捉成為一位浩克的菲爾普斯。
在劇集的拍攝日程中，華特斯跳出Disney+系統並進入迪士尼影業總部的場景是在不同時間拍攝的，最享受拍攝該場景的瑪斯蘭尼表示它們“超級有趣和後設”。這些場景更改了長寬比和拍攝風格，以使其“盡可能逼真”。女浩克在漫威影業辦公室逐一擊倒一眾保安模仿了2010年電影《鋼鐵人2》中「黑寡婦」娜塔莎·羅曼諾夫與一群守衛的戰鬥。瑪斯蘭尼指拍攝了另一個版本的結局“非常不同、更為嚴肅和不像珍”，“比較多女浩克和不同的策略”；在最終使用的版本中，X戰警的提及是在拍攝期間建議的另一鏡頭，瑪斯蘭尼當時即興地坐下了。那一刻令人感覺像是華特斯與凱文已經成為了好朋友，瑪斯蘭尼則表示“這件事總感覺很像珍，而且感覺很有趣”。同樣，華特斯在詢問完有關X戰警的問題後豎起了大拇指和伸出了舌頭，此鬼臉的靈感源自於高揚的未婚夫特拉克·托倫斯（Truck Torrence）為製作團隊所繪畫的女浩克帽子圖案。

### 特效
後期特效製作公司包括數字王國、维塔数码、韋利公司（Wylie Co）、SDFX工作室、獨創工作室（Ingenuity Studios）以及 :31:10–31:31。

### 音樂
喬·哈內爾（Joe Harnell）所創作的《無敵浩克》主題曲旋律、傑森·葛洛佛（Jason Glover）與理查·尼爾（Richard Neale）的歌曲、麥可·布魯克斯·連尼（Michael Brooks Linney）與喬·哈特曼（Joe Hartman）和麥克·湯馬士·威廉斯（Mark Thomas Williams）以及杰弗里·S·利賓科特（Jeffery S. Lippencott）的歌曲、的歌曲、魯德溫·葛瑞森所創作的《黑豹》配樂旋律、糖山幫的歌曲以及理查與琳達·湯普森的歌曲出現於本集之中:31:45–31:48。

## 市場營銷
本集中隱藏的QR碼彩蛋可以連結至漫威漫畫官網相關頁面，免費在線閱讀華特斯協助編輯團隊為其漫畫選擇新創意團隊的《豔麗的女浩克》#50。本集上線之後，漫威開始在「漫威必備」（Marvel Must Haves）一站式網絡商店中出售與《律師女浩克》相關的周邊產品，包括女浩克的Funko Pop人偶、服裝和配飾，以及泰坦妮亞與惡煞的服裝。

## 發行
〈這是誰的節目？〉於2022年10月13日在Disney+首播。

## 迴響

### 觀眾收視
據衡量美國觀眾觀看電視分鐘數的《尼爾森媒體研究》調查，《律師女浩克》在2022年10月10日至16日當周以5.26億分鐘觀看量在串流媒體中排第五，比上一週上升了14.7%。據《鞭子媒體》的《TV Time》調査，《律師女浩克》是2022年10月16日當周美國最高播放量的串流媒體劇集。

### 評價
根据評論匯總网站爛番茄汇总的30篇评论文章，73%的评论家给予本集正面评价，平均打分为7.2分（满分10分）。

## 備註
1. ↑  參見2008年電影《新變形俠醫》。

## 資料來源
1. ↑  Couch, Aaron. . The Hollywood Reporter. 2019-08-23  [2019-08-23]. （原始内容存档于2019-08-23）.
2. 1 2  Parker, Ryan. . The Hollywood Reporter. 2022-05-17  [2022-05-17]. （原始内容存档于2022-05-18）.
3. ↑  Kit, Borys. . The Hollywood Reporter. 2019-11-08  [2019-11-08]. （原始内容存档于2019-11-08） （美国英语）.
4. 1 2  Kroll, Justin. . Deadline Hollywood. 2020-09-15  [2020-09-15]. （原始内容存档于2020-09-15） （美国英语）.
5. 1 2  Villei, Matt. . Collider. 2022-05-17  [2022-05-18]. （原始内容存档于2022-05-18）.
6. 1 2  Moreau, Justin; Vary, Adam B. . Variety. 2022-10-14  [2022-10-16]. （原始内容存档于2022-10-16）.
7. ↑  . WGAW（英语：Writers Guild of America West）.   [2022-08-06]. （原始内容存档于2022-08-06）.
8. 1 2  . The Futon Critic.   [2023-02-08]. （原始内容存档于2023-02-08）.
9. 1 2 3 4 5 6  Paige, Rachel. . Marvel.com. 2022-10-13  [2022-10-13]. （原始内容存档于2022-10-13）.
10. 1 2  Rice, Lynette. . Deadline Hollywood. 2022-10-14  [2022-10-16]. （原始内容存档于2022-10-14）.
11. 1 2 3  Davids, Brian. . The Hollywood Reporter. 2022-10-19  [2022-10-28]. （原始内容存档于2022-10-19）.
12. ↑  Bilodeau, Matthew. . /Film. 2022-10-13  [2022-10-15]. （原始内容存档于2022-10-13）.
13. 1 2 3 4 5  White, Brett. . Decider（英语：Decider (website)）. 2022-10-13  [2022-10-15]. （原始内容存档于2022-10-14）.
14. ↑  Bucksbaum, Sydney. . Entertainment Weekly. 2022-10-21  [2022-10-28]. （原始内容存档于2022-10-24）.
15. 1 2 3 4  Bucksbaum, Sydney. . Entertainment Weekly. 2022-10-15  [2022-10-16]. （原始内容存档于2022-10-15）.
16. 1 2 3 4  Mitovich, Matt Webb. . TVLine. 2022-10-14  [2022-10-15]. （原始内容存档于2022-10-14）.
17. 1 2  Dutta, Debopriyaa. . /Film. 2022-10-13  [2022-10-15]. （原始内容存档于2022-10-13）.
18. ↑  O'Connell, Sean. . CinemaBlend. 2022-08-18  [2022-08-20]. （原始内容存档于2022-08-19）.
19. ↑  Mitovich, Matt Webb. . TVLine. 2022-08-25  [2022-08-25]. （原始内容存档于2022-08-25）.
20. ↑  
  - Knight, Rosie. . Nerdist（英语：Nerdist）. 2022-08-25  [2022-08-25]. （原始内容存档于2022-08-25）.
  - Anderson, Jenna. . ComicBook.com. 2022-08-25  [2022-08-26]. （原始内容存档于2022-08-25）.
  - Newby, Richard. . The Hollywood Reporter. 2022-08-25  [2022-08-26]. （原始内容存档于2022-08-26）.
  - Jasper, Gavin. . Den of Geek（英语：Den of Geek）. 2022-10-13  [2022-10-18]. （原始内容存档于2022-10-14）.
  - Kleinmann, Jake. . Inverse（英语：Inverse (website)）. 2022-10-13  [2022-10-20]. （原始内容存档于2022-10-19）.
  - Marston, George. . Newsarama. GamesRadar+. 2022-10-13  [2022-10-20]. （原始内容存档于2022-10-19）.
21. ↑  Vary, Adam B. . Variety. 2022-08-25  [2022-08-26]. （原始内容存档于2022-08-25）.
22. ↑  Bucksbaum, Sydney. . Entertainment Weekly. 2022-10-14  [2022-10-16]. （原始内容存档于2022-10-15）.
23. 1 2  Mitovich, Matt Webb. . TVLine. 2022-10-15  [2022-10-16]. （原始内容存档于2022-10-16）.
24. ↑  Amin, Arezou. . Collider. 2022-10-13  [2022-10-28]. （原始内容存档于2022-10-21）.
25. ↑  Bucksbaum, Sydney. . Entertainment Weekly. 2022-10-14  [2022-10-28]. （原始内容存档于2022-10-21）.
26. 1 2  Odman, Sydney. . The Hollywood Reporter. 2022-10-14  [2022-10-16]. （原始内容存档于2022-10-15）.
27. ↑  Deckelmeier, Joe. . Screen Rant. 2022-10-18  [2022-10-18]. （原始内容存档于2022-10-18）.
28. 1 2 3 4  Gao, Jessica. . . 第1季. 第9集. 2022-10-13  [2022-10-20]. Disney+. （原始内容存档于2022-12-06）. End credits begin at 27:17.
29. ↑  Dutta, Debopriyaa. . /Film. 2022-10-13  [2022-10-15]. （原始内容存档于2022-10-13）.
30. ↑  Mitovich, Matt Webb. . TVLine. 2022-10-14  [2022-10-15]. （原始内容存档于2022-10-15）.
31. 1 2 3 4 5  Graves, Sabina. . Gizmodo. 2022-10-17  [2022-10-18]. （原始内容存档于2022-10-18）.
32. ↑  Mathai, Jeremy. . /Film. 2022-10-13  [2022-10-15]. （原始内容存档于2022-10-13）.
33. 1 2  Perine, Aaron. . ComicBook.com. 2022-10-13  [2022-10-15]. （原始内容存档于2022-10-14）.
34. ↑  Webb Mitovich, Matt Webb. . TVLine. 2022-10-22  [2022-10-23]. （原始内容存档于2022-10-23）.
35. ↑  Perine, Aaron. . ComicBook.com. 2022-10-18  [2022-10-18]. （原始内容存档于2022-10-18）.
36. 1 2  Burlingame, Russ. . ComicBook.com. 2022-10-13  [2022-10-15]. （原始内容存档于2022-10-14）.
37. ↑  Melendez, Marcos. . /Film. 2022-10-14  [2022-10-15]. （原始内容存档于2022-10-13）.
38. ↑  Bricken, Rob. . Gizmodo. 2022-10-14  [2022-10-15]. （原始内容存档于2022-10-15）.
39. ↑  Paz, Maggie Dela. . ComingSoon.net. 2021-04-13  [2021-04-13]. （原始内容存档于2021-04-13）.
40. ↑   (PDF). Disney Media and Entertainment Distribution. 2022-08-15  [2022-09-13]. （原始内容存档 (PDF)于2022-09-13）.
41. 1 2 3  Valenzuela, Ernesto. . /Film. 2022-10-17  [2022-10-18]. （原始内容存档于2022-10-18）.
42. ↑  Busch, Jenna. . /Film. 2022-10-13  [2022-10-15]. （原始内容存档于2022-10-14）.
43. 1 2  Mitovich, Matt Webb. . TVLine. 2022-10-14  [2022-10-15]. （原始内容存档于2022-10-15）.
44. ↑  Anderson, Jenna. . ComicBook.com. 2022-11-04  [2022-11-23]. （原始内容存档于2022-11-05）.
45. ↑  Davids, Brian. . The Hollywood Reporter. 2022-10-17  [2022-10-18]. （原始内容存档于2022-10-18）.
46. ↑  Frei, Vincent. . Art of VFX. 2022-08-12  [2022-08-18]. （原始内容存档于2022-08-04）.
47. ↑  Anderson, Jenna. . ComicBook.com. 2022-10-14  [2022-10-15]. （原始内容存档于2022-10-15）.
48. ↑  Paige, Rachel. . Marvel.com. 2022-10-14  [2022-10-15]. （原始内容存档于2022-10-15）.
49. ↑  Porter, Rick. . The Hollywood Reporter. 2022-11-10  [2023-01-30]. （原始内容存档于2022-11-10）.
50. ↑  Porter, Rick. . The Hollywood Reporter. 2022-11-03  [2023-01-30]. （原始内容存档于2022-11-09）.
51. ↑  Prange, Stephanie. . Media Play News（英语：Media Play News）. 2022-10-18  [2022-10-18]. （原始内容存档于2022-10-18）.
52. ↑  . Rotten Tomatoes. Fandango Media.

## 進階閱讀
- Whitbrook, James. . Gizmodo. 2022-10-13  [2023-02-15]. （原始内容存档于2023-02-10）.

## 外部連結
- 互联网电影数据库上這是誰的節目？的资料（英文）
- 漫威官網提供的本集回顧 （页面存档备份，存于）
- 其中一頁包括高揚筆記的劇本 （页面存档备份，存于）